# Claude Kipnis (Mathematiker)

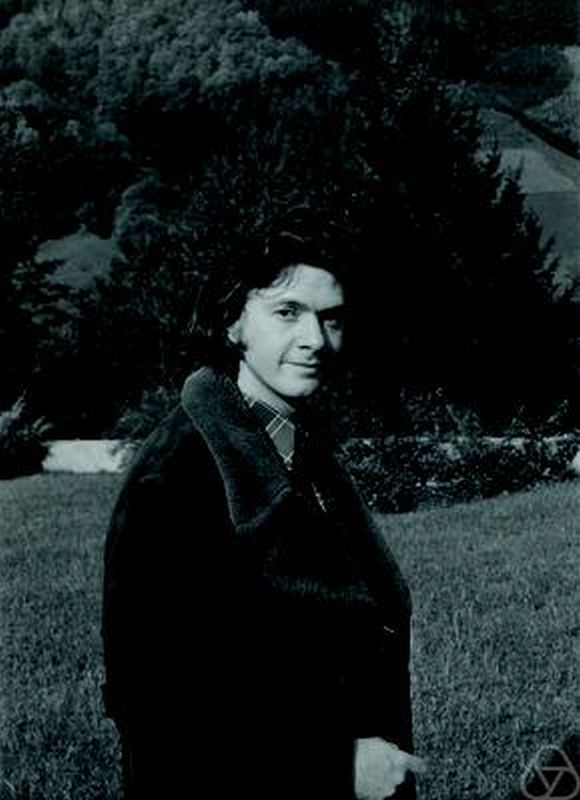
Claude Kipnis, Oberwolfach 1976

Claude P. Kipnis (* 1949; † 1993) war ein französischer Mathematiker, der sich mit stochastischen Prozessen befasst.
Kipnis wurde 1975 bei Antoine Brunel promoviert (Majoration des semi-groupes de contractions de {\displaystyle L^{1}} et Théorème ergodique quotient général).  Er leitete 1974 bis 1976 ein mathematisches Seminar in Paris mit Jacques Neveu über wechselwirkende Teilchensysteme und lehrte an der Universität Paris VII.
Er befasste sich mit Systemen wechselwirkender Teilchen, worüber er eine Monographie schrieb, die nach seinem Tod von seinem Schüler Claudio Landim beendet wurde.
Er ist nicht mit dem gleichnamigen Pantomimen Claude Kipnis (1938–1981) zu verwechseln.

## Schriften (Auswahl)
- mit Claudio Landim:  Scaling limits of interacting particle systems, Grundlehren der mathematischen Wissenschaften 320, Springer 1999
- mit Enrique Andjel: Derivation of the Hydrodynamical Equation for the Zero-Range Interaction Process, Annals of Probability, Band 12, 1984, S. 325–334
- Central Limit Theorems for Infinite Series of Queues and Applications to Simple Exclusion, Annals of Probability, Band 14, 1986, S. 397–408
- mit S. R. S. Varadhan: Central limit theorem for additive functionals of reversible Markov processes and applications to simple exclusions, Comm. Math. Phys., Band 104, 1986, S. 1–19
- mit S. Olla,  S. R. S. Varadhan: Hydrodynamics and large deviation for simple exclusion processes, Comm. Pure Appl. Math., Band 42, 1989, S. 115–137